# Fördom
En fördom är en förutfattad åsikt eller omdöme, oftast negativ, om en individ, grupp, eller idé som inte baseras på faktisk erfarenhet eller rationell bedömning. Åsikten eller omdömet bottnar i känslomässiga, ofta omedvetna reaktioner som i sin tur kan ha sin grund i stereotyper eller (felaktiga) generaliseringar om individens eller gruppens egenskaper, beteenden eller förmågor. Fördomar bidrar till diskriminering när de omsätts i handling.
Fördomar är en metod som den mänskliga hjärnan tillämpar för att förenkla och bearbeta information. Förenklingar kan leda till övergeneraliseringar där individuella beteenden eller egenskaper felaktigt tillskrivs en hel grupp, vilket resulterar i stereotyper och fördomar. Fördomar förekommer naturligt som en del av människans psykologiska och sociala mekanismer, men de är inte oföränderliga. En teori gör gällande att människor bär på fördomar som de är omedvetna om men som ändå styr deras beteende, ett fenomen som kallas implicit kognition.
Etymologiskt innebär termen att man dömer något eller någon på förhand.

## Positivt och negativt
Allmänt brukar ordet och företeelsen fördom uppfattas som negativt och överdrivet generaliserande. Men att en föreställning är en fördom innebär inte att den med säkerhet är osann.
Eftersom stereotyper kan vara positiva eller negativa, kan även de fördomar som de resulterar i vara antingen positiva eller negativa. Vare sig en stereotyp är statistiskt riktig eller ej innebär en fördom ofta en övergeneralisering. Som exempel kan nämnas fördomen att "alla fåglar kan flyga" eller att "alla svenskar är blonda".